# Vojenský hřbitov (Josefov)
Vojenský hřbitov Josefov na Náchodsku se nachází přibližně 2 kilometry jihozápadně od centra pevnosti Josefov v katastru obce Rasošky, jižně od vsi Dolní Ples t. Vodní Ples. Na ploše 21 366 m² bylo pohřbeno mnohem více[zdroj?] než 2013 vojáků, důstojníků a civilistů, evidovaných v rozšířené části hřbitova.
Hřbitov je chráněn jako nemovitá kulturní památka České republiky.

## Historie
Vojenský hřbitov byl založen roku 1780 současně s vojenskou pevností Ples, po úmrtí císaře Josefa II. nazvanou Josefov. Při jeho vzniku již bylo uplatněno nařízení zakládat z hygienických důvodů hřbitovy mimo obce.
Protože josefovská pevnost sloužila také jako válečný lazaret a zajatecký tábor, byly zde pohřbeno 1148 francouzských zajatých vojáků z bitvy národů u Lipska (1813) nebo roku 1849 italští vojáci. Z roku 1866 je zde 6 pomníků z prusko-rakouské války se jmény důstojníků zemřelých ve vojenské nemocnici a dalších 13 padlých a neznámo kde pohřbených. I po zrušení pevnosti roku 1888 byl hřbitov využíván k pohřbívání vojáků, protože v Josefově zůstala mnohonárodnostní posádka. Za 1. světové války byl hřbitov rozšířen severovýchodním směrem a sloužil jako pohřebiště zemřelým vězněným válečným zajatcům z Ruska, Srbska či Itálie.

### Náhrobky
Na hřbitově se dochovala řada hodnotných náhrobků vysokých důstojníků rakouské c. k. armády. Pohřbeni jsou zde velitel josefovské pevnosti c. k. polní podmaršál Maximilian von Reisinger (1774–1848), c. k. polní podmaršál Heinrich von Aulich (1847–1909) nebo ve společné hrobce důstojníci baron Friedrich von Böck a Rudolf Werlbecter, tragicky zemřelí roku 1843 při vyjížďce kočárem.
Z josefovských měšťanů zde byl pohřben do rodinné hrobky velkoobchodník Josef Kostelecký (1836-1915), nejbohatší josefovský podnikatel, a jeho dcera Josefína, která spáchala sebevraždu z nešťastné lásky k chudému důstojníkovi. Nejstarší dochovaný náhrobek pochází z roku 1808 a patří Kateřině Rumpelmayerové.
Při vstupu na hřbitov se nachází náhrobek josefovského rodáka, prvorepublikového diplomata a protinacistického odbojáře Arnošta Heidricha. Ve vojenské části se rovněž nachází pamětní místo 29 josefovských občanů zavražděných nacisty během 2. světové války.

### Pomníky
Roku 1916 zde vznikl se souhlasem c. k. úřadů devět metrů vysoký pomník ruských zajatců od sochaře Nikolaje Alexandroviče Suškina, přestože Rusko bylo s Rakousko-Uherskem ve válečném stavu. Pomník byl pořízen ze sbírky uspořádané mezi ruskými zajatci. Roku 2000 byla odhalena pamětní deska zemřelým italským zajatcům. Odhalení se zúčastnily vojenské tradiční jednotky ze severoitalské Novary. V červnu 2004 byl odhalen pomník francouzských zajatců.
Z období 2. světové války se zde nachází pomníky padlých sovětských vojáků. Na hřbitově byly pohřbeny ostatky padlých německých vojáků z 2. světové války. V roce 2014 byla těla exhumována a převezena do Německa.

### Naučná stezka
Vojenský hřbitov leží na trase Naučné stezky Česká Skalice - Svinišťany - Josefov 1866.

## Galerie

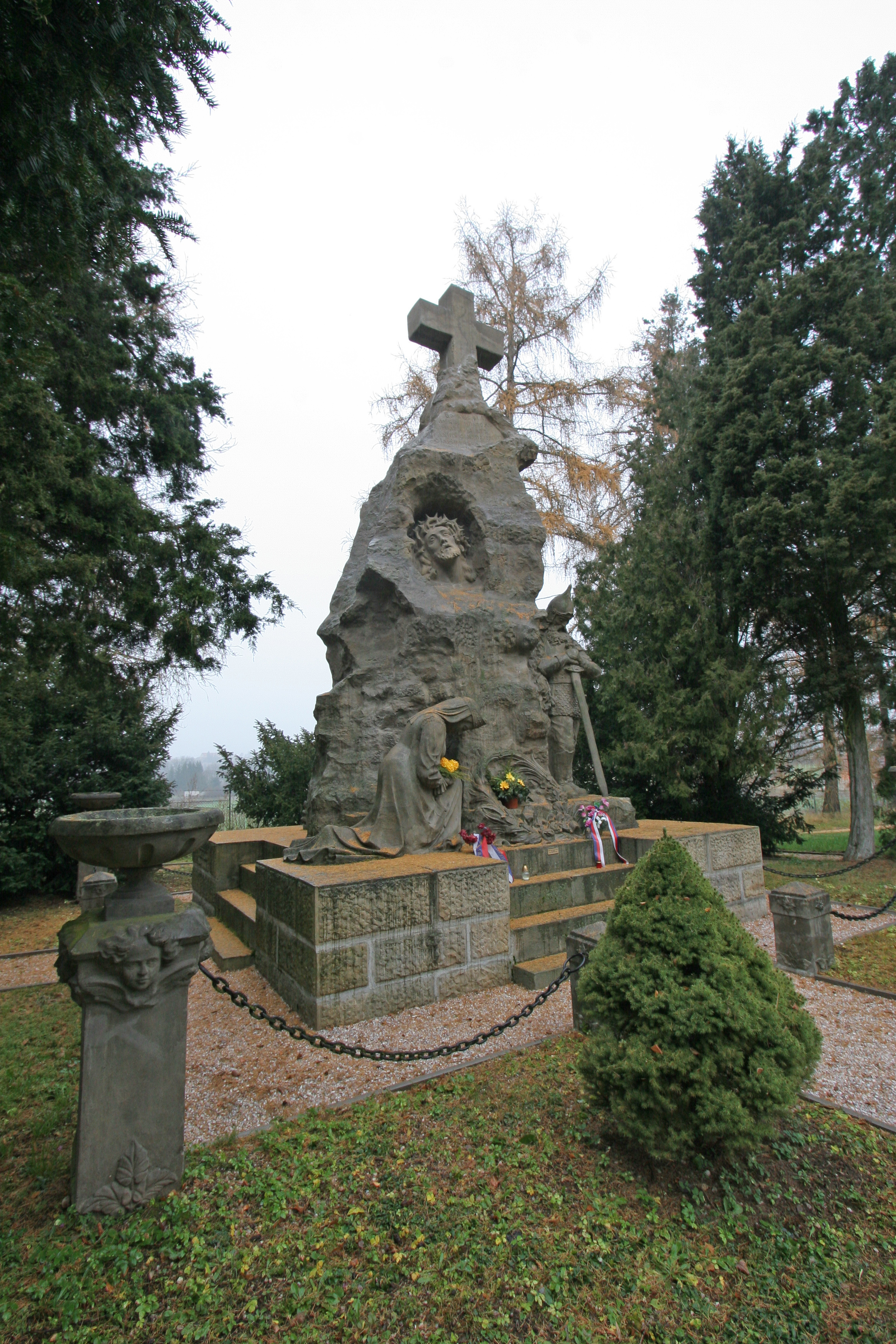
Vojenský hřbitov v Josefově u Jaroměře - pomník ruských zajatců
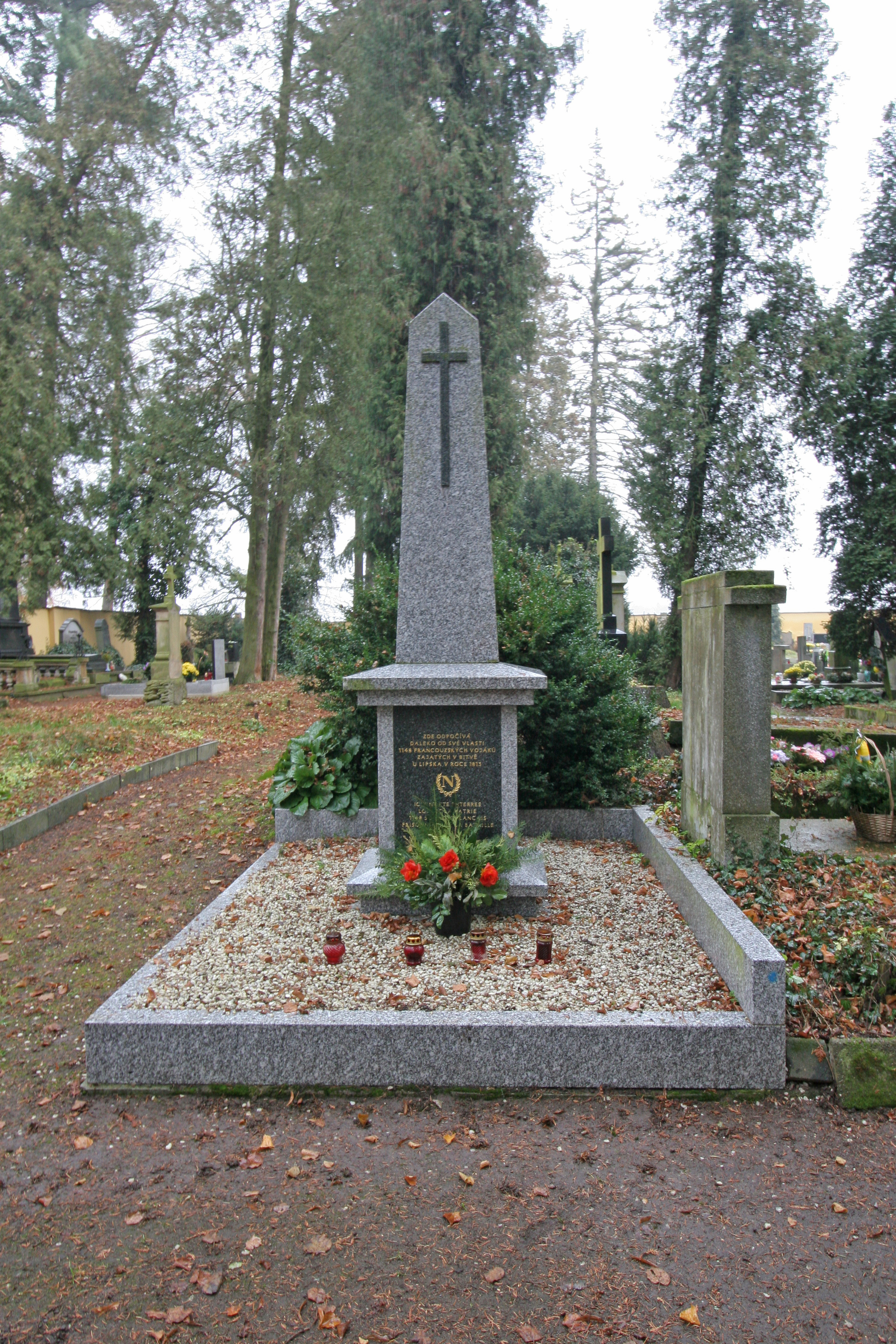
Vojenský hřbitov v Josefově u Jaroměře - pomník zajatců z napoleonských válek
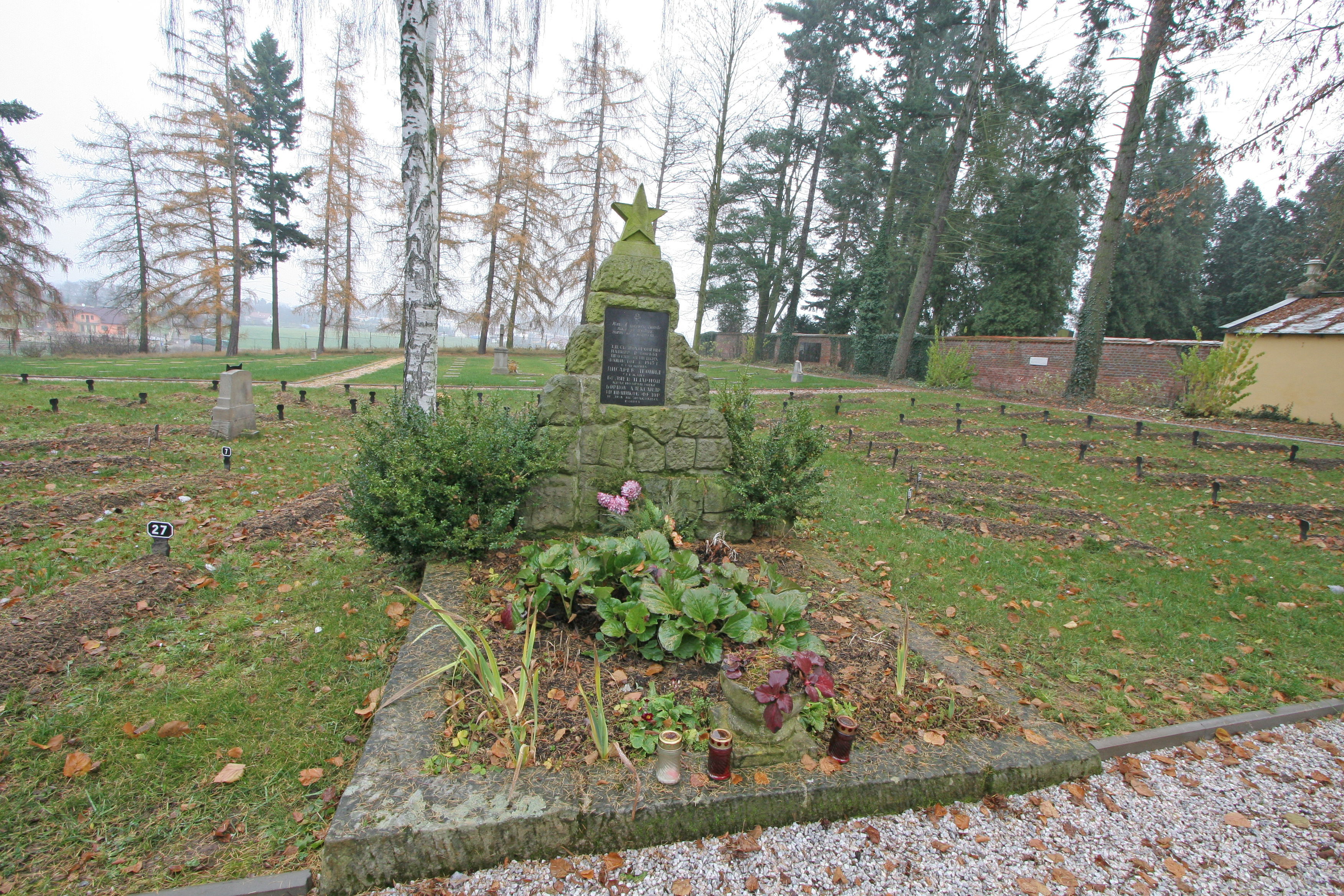
Vojenský hřbitov v Josefově u Jaroměře - pomník padlých rudoarmějců
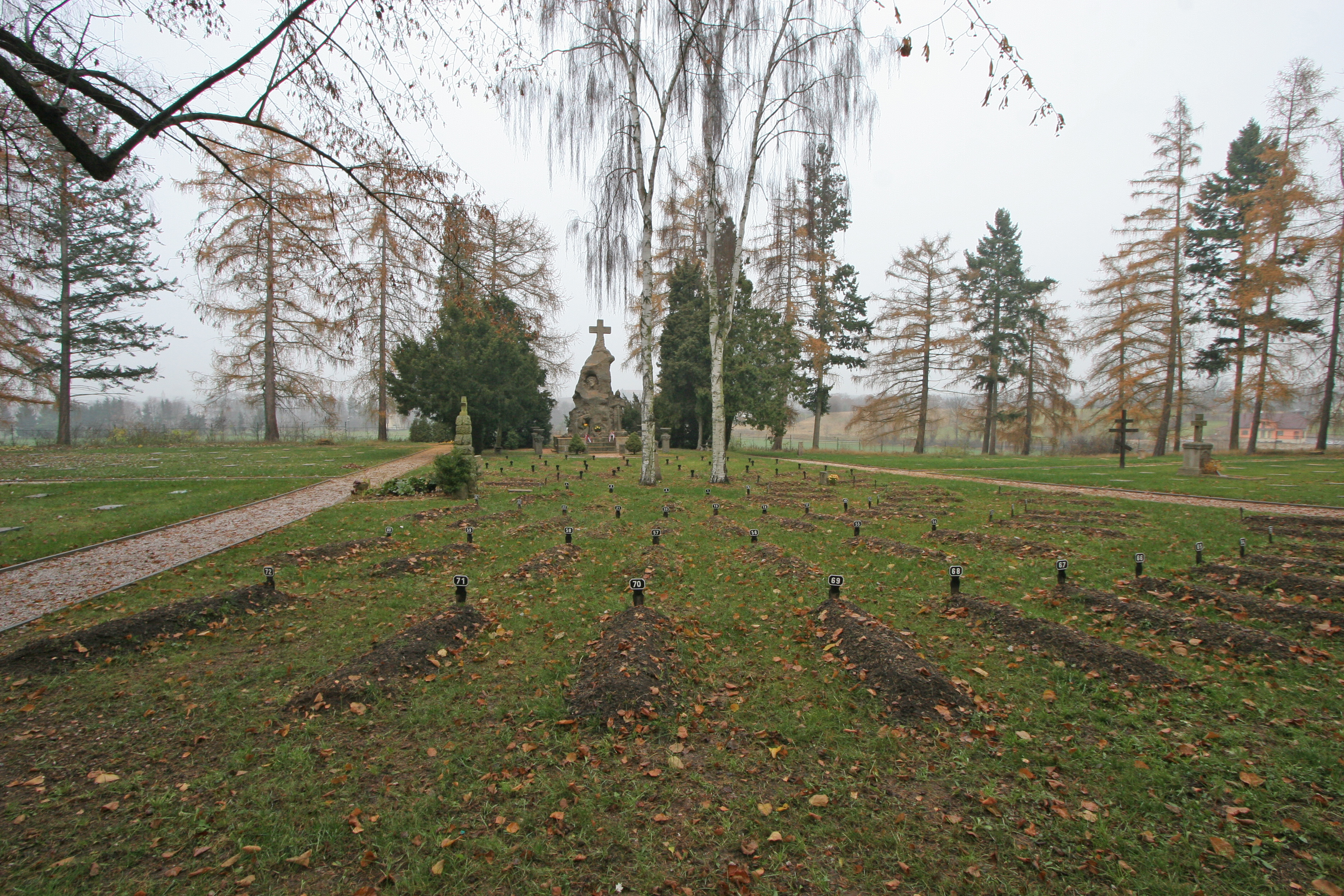
Vojenský hřbitov v Josefově u Jaroměře - zajatecký hřbitov z I. Sv. války
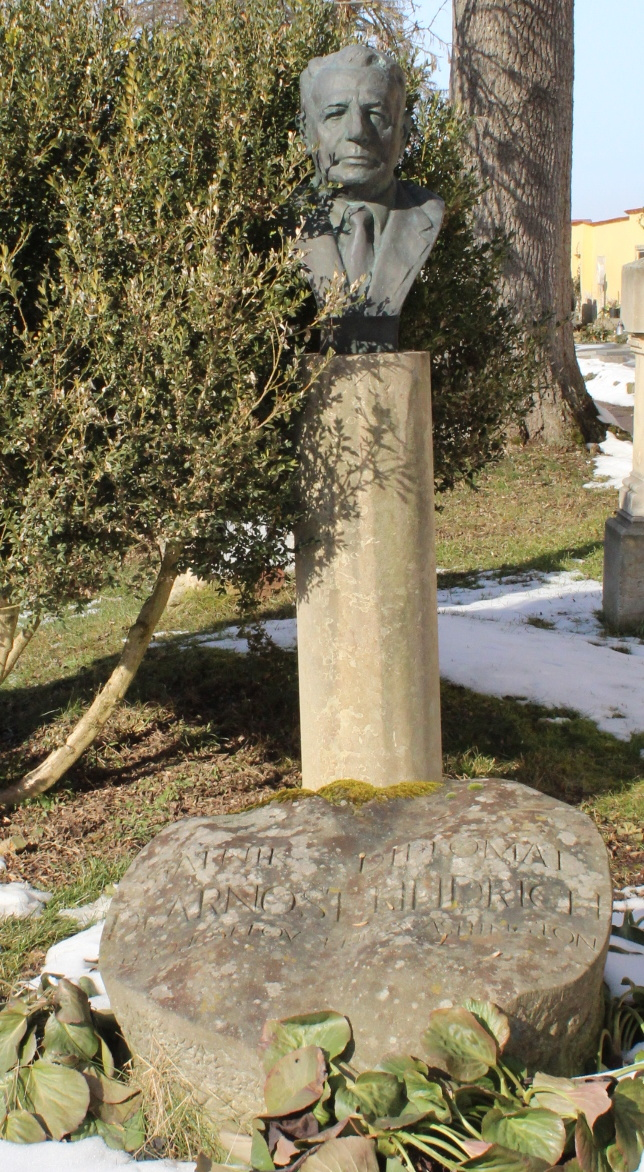
Náhrobek diplomata a protinacistického bojovníka Arnošta Heidricha
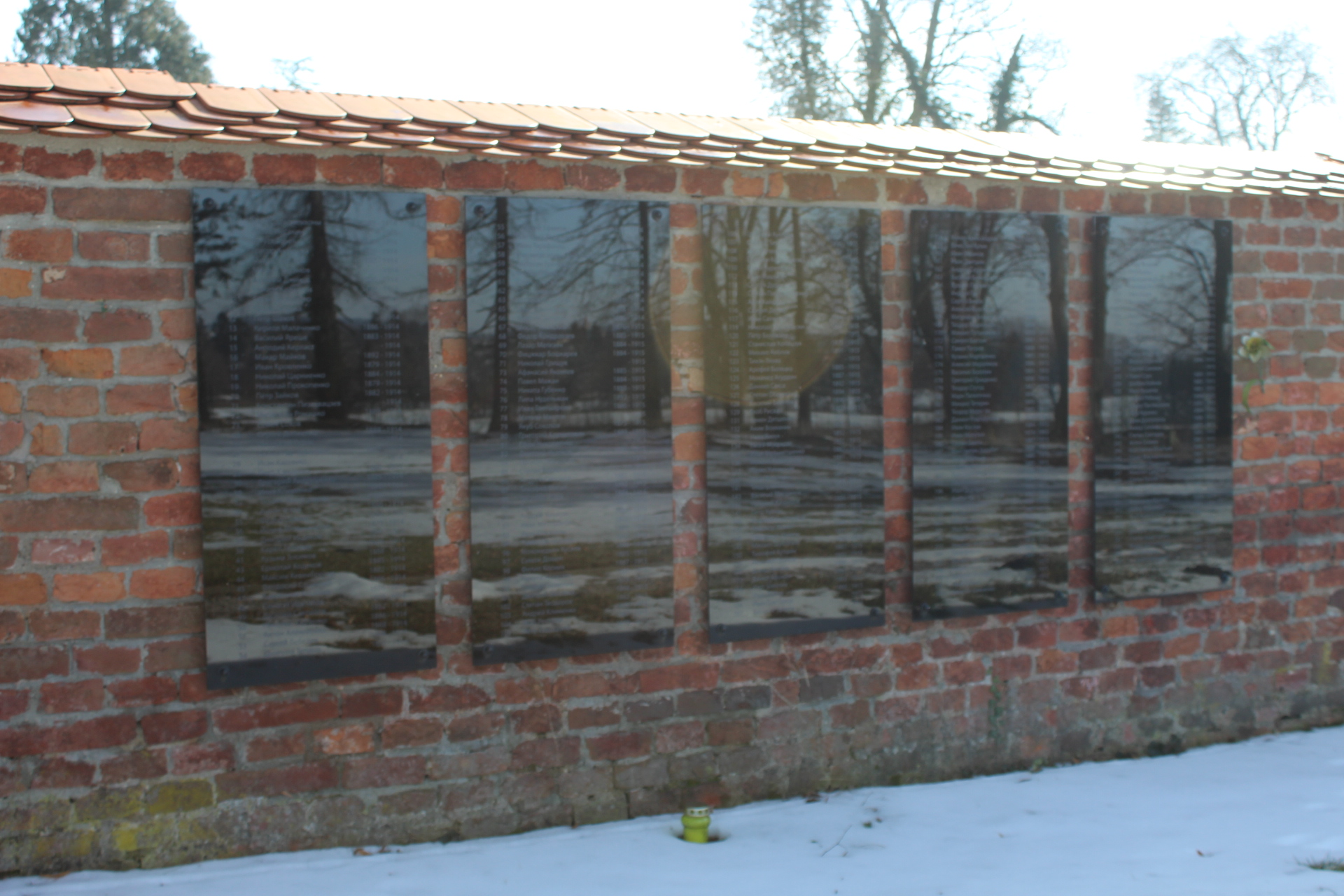
Pamětní desky italských vojáků z I. sv. války
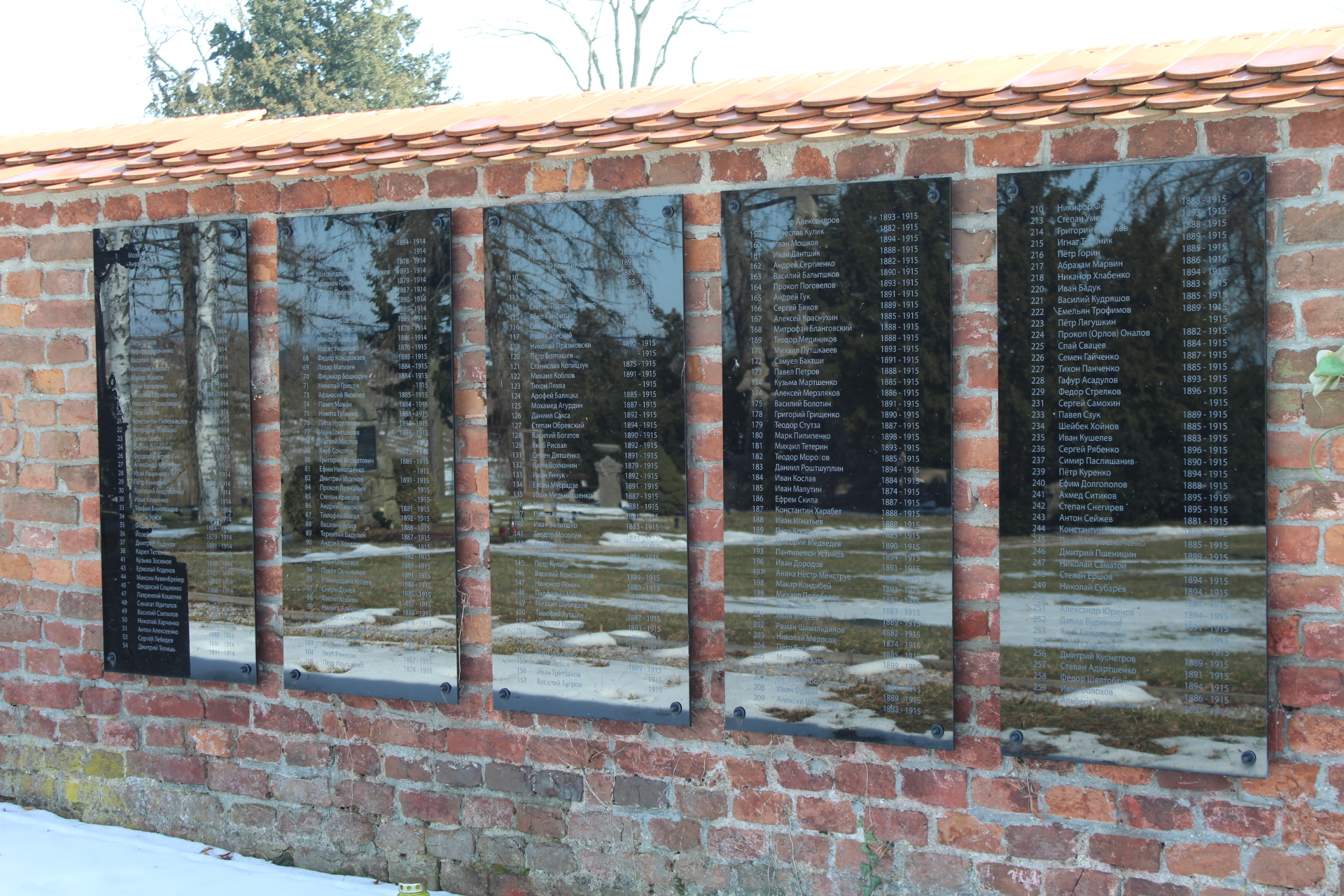
Pamětní desky 260 zemřelých ruských vojáků z I. sv. války
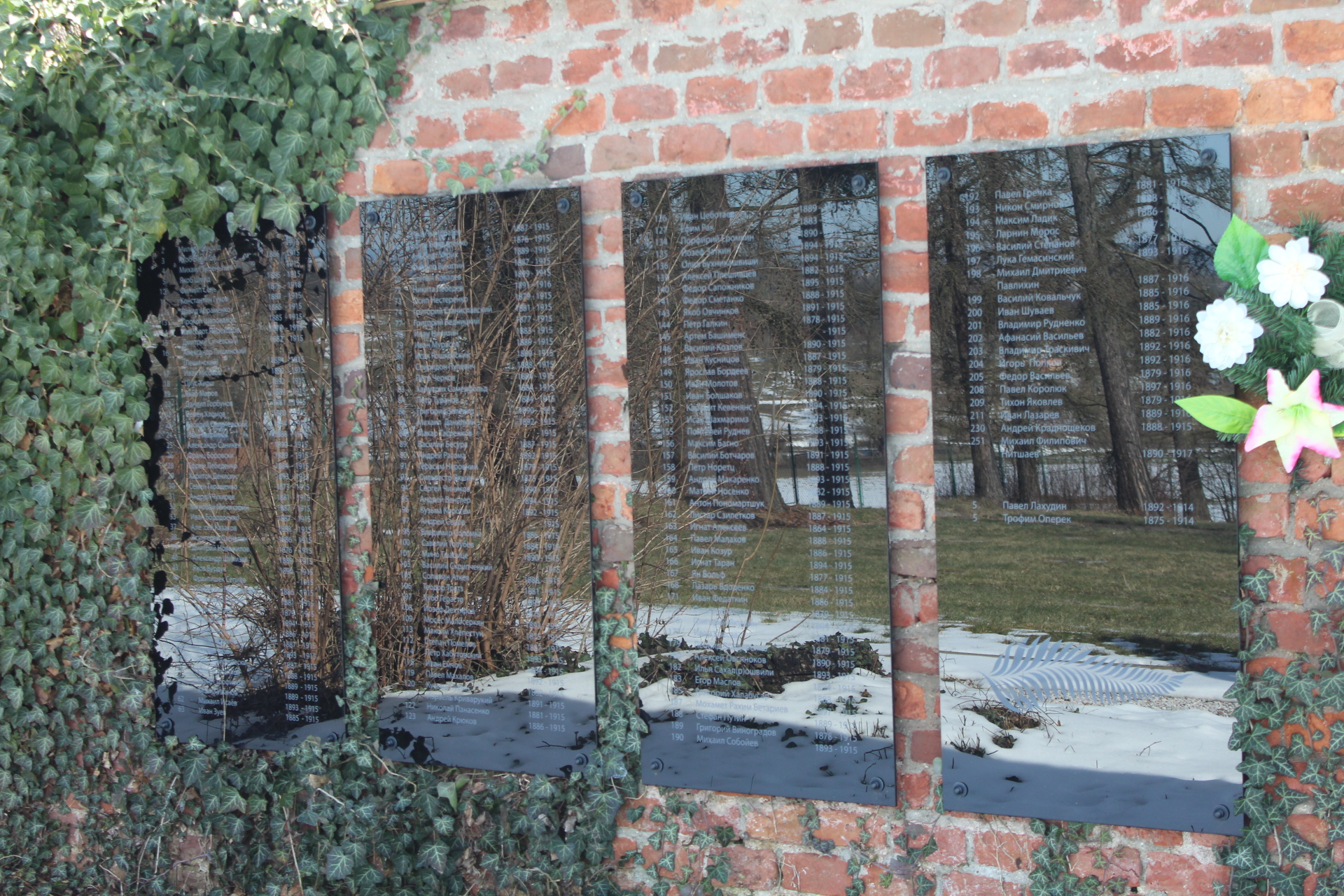
Pamětní desky 214 zemřelých ruských vojáků z I. sv. války